# L'Art magique
L'Art magique (en francés en l'original; L'art màgic) és un llibre d'art d'André Breton publicat el 1957 pel Club français du livre i reeditat per Phébus els 1992 i 2003.

## Contingut
És una història universal de l'art, des de la prehistòria fins al segle xx, descrita des de les premisses del Surrealisme.
L'obra està il·lustrada amb més de 200 reproduccions d'artistes: Hieronymus Bosch, Brueghel el Vell, Paolo Uccello, A. Dürer, Grünewald, Altdorfer, Holbein el Vell, G. Arcimboldo, A. Caron, Desiderio, W. Blake, Füssli, Goya, Friedrich, A. Böcklin, P. Gauguin, Gustave Moreau, H. Rousseau, De Chirico, Picasso, Duchamp, Kandinsky, Joan Miró, Tanguy o Max Ernst; i inclou també l'art religiós de les diverses èpoques i cultures del món.
El volum es tanca amb una secció sobre el valor i la significació de la màgia en l'època contemporània, en forma d'enquesta a personatges com ara Martin Heidegger, O. Paz, René Magritte, Georges Bataille, Claude Lévi-Strauss, J. Gracq, Benjamin Péret, P. Klossowski, Roger Caillois, Cirlot, Leonora Carrington, J. Evola, Maurice Blanchot o Renat Nelli.